# Операция «Рассвет» (Сектор Газа)
Операция «Рассве́т» (иногда «На заре» ивр. עלות השחר‎ Алот Ха-Шахар) — кодовое название военной операции в секторе Газа, инициированной ЦАХАЛ и начавшейся 5 августа 2022 года. Операция продолжалась 66 часов и была завершена 7 августа после подписания соглашения о прекращении огня.
Операция последовала за рейдом в Дженине, в ходе которого израильские войска арестовали Бассама аль-Саади, лидера Палестинского исламского джихада (ПИД) в этом районе. 5 августа 2022 года Израиль нанес серию авиаударов по боевикам и инфраструктуре движения ПИД в секторе Газа. В результате первой атаки был убит Тайсир Джабари, военный лидер группировки. На второй день был убит командир ПИД в южной части сектора Халед Мансур. Исламский джихад заявил, что израильские бомбардировки были «объявлением войны», и ответил ответным ракетным обстрелом Израиля.
Перемирие вступило в силу с 23:30 7 августа 2022 года.

## Предпосылки

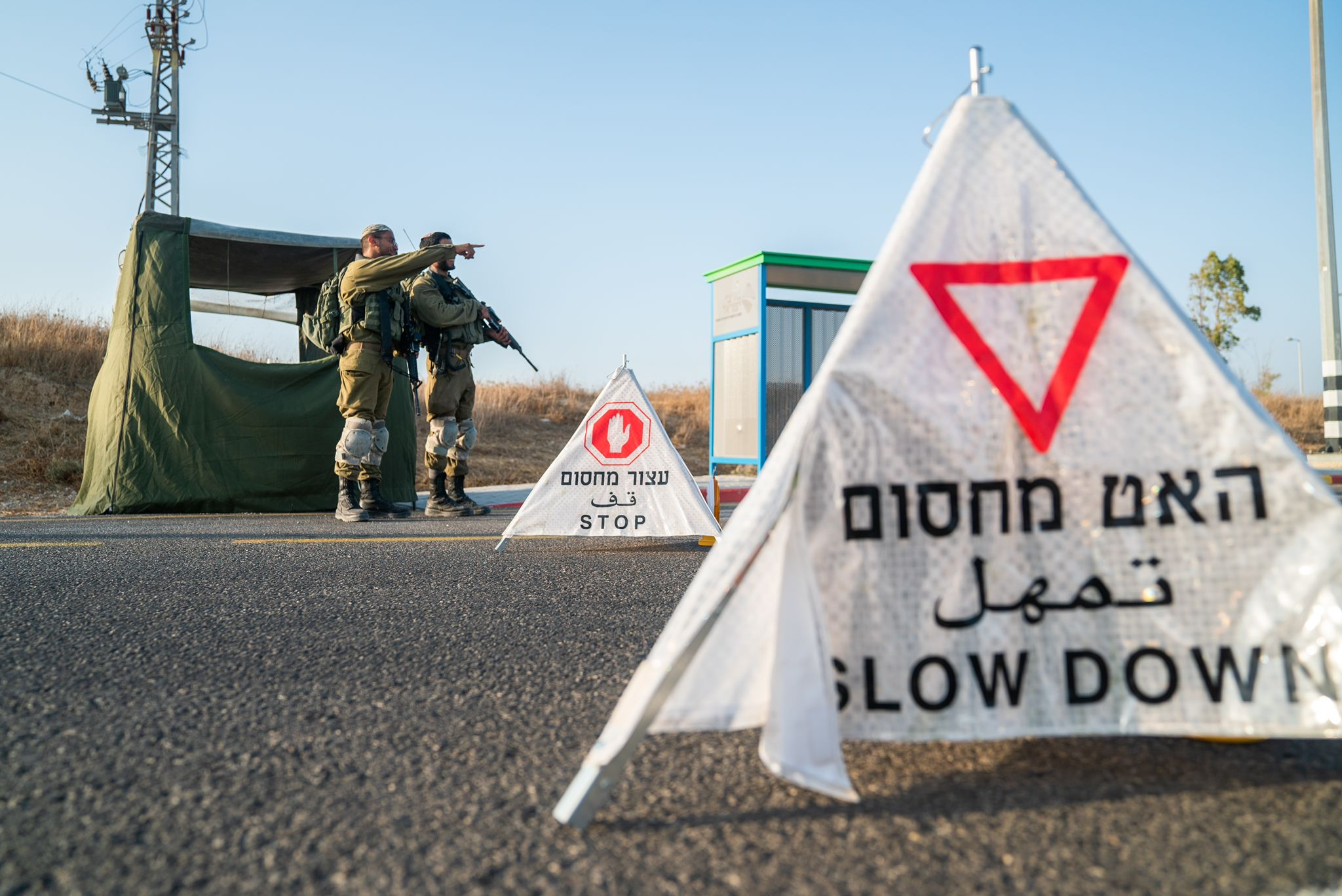
Закрытые дороги на границе Сектора Газы

Движение Палестинский исламский джихад (ПИД) и ХАМАС включены в список террористических организаций Израилем, США и ЕС. Однако ПИД обычно оттесняется на второй план более крупным движением ХАМАС, которое управляет Газой. ПИД начал набирать силу после войны в Газе в 2014 году, получает финансы и оружие из Ирана. Израиль считает его одной из «самых опасных и радикальных палестинских вооруженных групп».
1 августа израильские военные арестовали Бассама аль-Саади, лидера Палестинский исламский джихад на Западном берегу. Позже, на фоне обострения напряжённости, на юге Израиля были закрыты дороги у пограничной стены между Израилем и Газой, а на юг было отправлено подкрепление после угроз нападения из Газы. В тот же день израильские общины на юге Израиля были взяты под охрану военными в качестве меры безопасности против нападения из Газы, поскольку, по данным Израиля, ПИД разместил на границе противотанковые ракеты и снайперов, чтобы убивать израильских гражданских лиц и солдат.
3 августа Халед аль-Батш, глава политбюро ПИД в Газе, сказал: «Мы имеем полное право бомбить Израиль нашим самым современным оружием и заставить оккупанта заплатить тяжелую цену. Мы не будем довольствоваться атаками вокруг Газы, а будем бомбить центр так называемого государства Израиль».
5 августа Тор Веннесланд, специальный координатор ООН по ближневосточному мирному процессу, посетил дом аль-Саади в Дженине и встретился с членами его семьи в рамках усилий по предотвращению эскалации между Израилем и ПИД. Позже в тот же день Веннесланд опубликовал заявление, в котором выразил обеспокоенность «продолжающимся обострением отношений между палестинскими боевиками и Израилем» и призвал все стороны предотвратить дальнейшую эскалацию.

## Ход операции

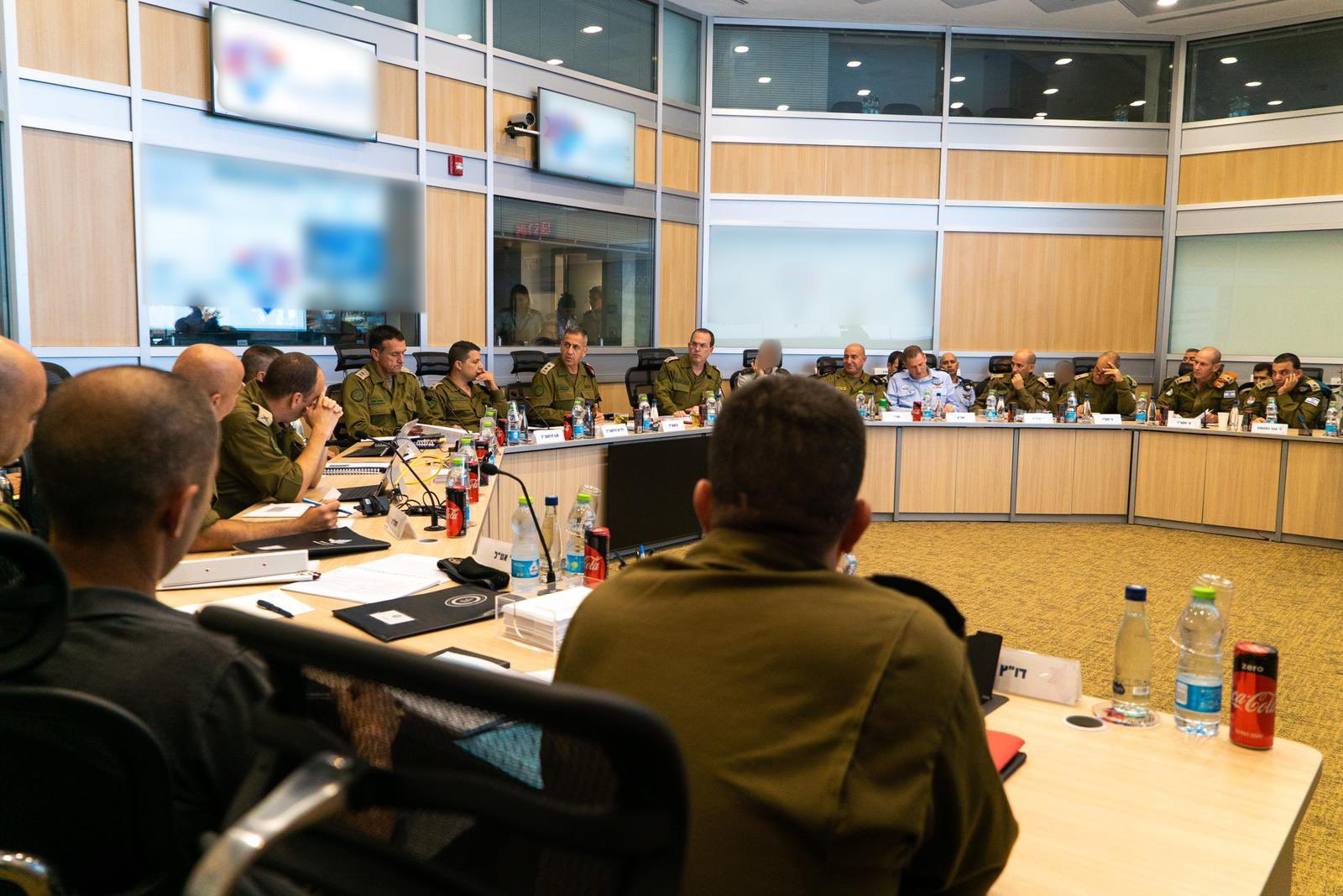
Старшие командиры ЦАХАЛ на совещании после начала операции.

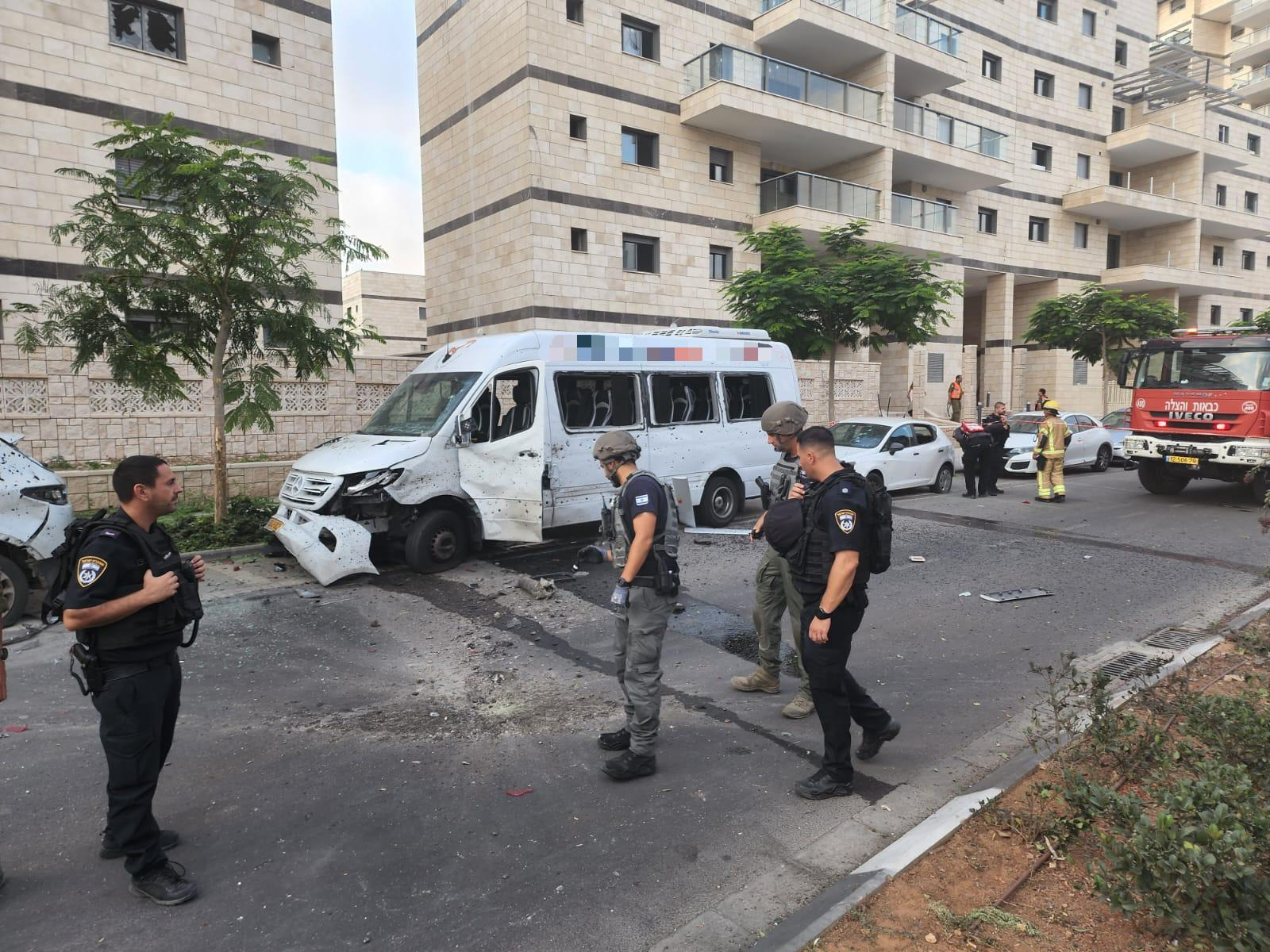
Последствия попадания палестинской ракеты в Ашкелоне, 6 августа 2022 года.

5 августа 2022 года ЦАХАЛ объявила о начале военной антитеррористической операции в Секторе Газа, направленной против группировки «Исламский джихад». В граничащих с Газом районах Израиля было введено особое положение. Израильские военные сообщили о гибели одного из командиров группировки, Тайсира Джабари в результате ракетного удара. На следующий день ликвидировали командира ПИД в южной части сектора Халеда Мансура. Руководство полиции Израиля объявило о приведении личного состава во всех районах страны в режим повышенной готовности. С начала операции по Израилю выпустили более 900 ракет и снарядов. 96 % из тех, что могли попасть в населённые пункты или важные объекты, перехватила противоракетная установка «Железный купол».
Министр обороны Израиля утвердил призыв до 25 000 резервистов «для оперативных целей». На 6 августа 2022 года, ЦАХАЛ задержали 20 боевиков в ходе антитеррористических рейдов по палестинским населенным пунктам в Иудее и Самарии. Среди них — 19 боевиков ПИД.

### Бомбардировки сектора Газа
Утром 5 августа израильские беспилотники нанесли авиаудары по Тайсиру Джабари, военному лидеру ПИД. Палестинские источники сообщили, что несколько человек прибыли в больницу после израильских рейдов. В числе десяти убитых были четверо боевиков ПИД, пятилетняя девочка и женщина. На следующий день по Газе нанесли другие авиаудары, в результате которых в Хан-Юнисе погибли двое мужчин. Эскалация продолжилась, когда израильские истребители сбросили две бомбы на дом боевика ПИД. Тем временем боевики ПИД продолжали обстреливать Израиль ракетами, о жертвах не сообщалось. ЦАХАЛ заявили, что 7 мирных жителей, в том числе 4 ребёнка, умерло в результате неудачного запуска палестинской ракеты в Джебалии.

### Ракетные удары по Израилю
Командование тыла Израиля предупредило мирных жителей в радиусе 80 километров от Газы, чтобы они готовились к ракетному обстрелу. В ответ на арест одного из глав ПИД боевики ПИД выпустили по Израилю сотни ракет. В ПИД заявили, что выпустили более сотни ракет. По состоянию на утро 6 августа 2022 года, по Израилю выпустили более 160 снарядов, израильские мирные жители бросились в убежища. Медицинский центр Барзилай оказал помощь 13 людям с травмами.
В заявлении от 7 августа 2022 года, ПИД подтвердила смерть Халеда Мансура, её командира на юге сектора Газа. В тот день по окрестностям Иерусалима выпустили ракеты, но они не причинили никакого ущерба.

### Прекращение огня
7 августа 2022 года, боевики ПИД заявили о согласии на перемирие, достигнутое при посредничестве Египта. Власти Израиля подтвердили согласие на перемирие и подчеркнули готовность применить силу в случае нарушения режима прекращения огня. Перемирие вступило в силу в 23:30 по местному времени (20:30 по Гринвичу). Ранее планировалось, что оно начнётся в 20:00.
В 23:38 по местному времени ПИД нанес ракетный удар по Сдероту, технически нарушив перемирие, но это не возымело никакого продолжения.
Позже Премьер-министр Израиля Яир Лапид, в свою очередь, заявил, что цели операции достигнуты, и продолжать её смысла нет.

## Падение палестинских ракет в Газе
По данным израильских военных, примерно треть из 449 ракет, выпущенных палестинцами в пятницу и субботу, не долетели до границы с Израилем и упали в Газе.
ЦАХАЛ заявил, что «несколько человек, включая детей» были убиты в результате неудачного запуска палестинской ракеты в Джабалии. Катарское СМИ Аль-Джазира сообщило о 4 детях, тогда как BBC — о нескольких погибших в этом месте детях, отметив, что они не смогли независимо проверить израильское заявление. Associated Press сообщило, что ракеты, выпущенные боевиками в Газе и не достигшие цели, могли привести к гибели двенадцати палестинцев.
9 августа министерство внутренних дел ХАМАС издало ряд ограничений для журналистов в Газе, запретив сообщать об осечках, в результате которых погибли палестинцы, и приказав журналистам обвинять Израиль. После ответной реакции эти ограничения были официально отменены. Однако, несмотря на отмену, они сигнализируют об ожиданиях ХАМАСА в отношении освещения событий в средствах массовой информации и «могут оказать сдерживающее влияние на критическое освещение событий» в Газе..

## Дипломатия
Посол Палестины в ООН Рияд Мансур сообщил, что Совет Безопасности ООН соберется 8 августа, чтобы обсудить ситуацию. О проведении встречи просили ОАЭ, Китай, Франция, Ирландия и Норвегия.
Президент США Джо Байден и Европейский Союз приветствовали прекращение огня и призвали к расследованию жертв среди гражданского населения, Байден также отметил, что поддерживает право Израиля на защиту от атак из Сектора Газа. Глава ООН Антониу Гутерриш также приветствовал прекращение огня и подтвердил приверженность ООН достижению двухгосударственного решения на основе соответствующих резолюций ООН.